# Awaara
Awaara (traduzione letterale: Il vagabondo) è un film del 1951 diretto da Raj Kapoor, presentato in concorso al Festival di Cannes 1953.

## Trama
Il giudice Raghunath, credendo erroneamente che la moglie aspetti un figlio dal fuorilegge Jagga, la caccia di casa. La donna è costretta a crescere il bambino in una condizione di povertà e disagio sociale che lo portano a imboccare la strada del crimine. L'incontro di Raj con Rita, giovane avvocatessa, lo pone davanti alla possibilità di cambiare vita e riabilitare sé stesso.
Il tema principale del film ruota intorno al dilemma se l'essere malvagi sia un tratto ereditario o il risultato di una serie di ingiustizie ed esclusioni da parte della società. Molti sono gli elementi che hanno fatto di questo film uno dei classici della cinematografia in lingua hindi degli anni cinquanta, in primo luogo il tema che contesta un certo tipo di mentalità allora assai diffusa, secondo cui i figli ereditano le propensioni buone o cattive dei padri. Un altro elemento è costituito dal successo ottenuto all'estero, particolarmente in Unione Sovietica. In alcuni paesi la canzone Awaara hoon ("Sono un vagabondo"), è diventata una sorta di inno nazionale indiano non ufficiale. Ci sono state innovazioni nelle scenografie, molto sontuose ed elaborate, che contribuirono ad influenzare le ricche ambientazioni di molti film hindi realizzati in seguito. In questo film prese vita il personaggio del vagabondo, ispirato a Charlot, che trova completo sviluppo nel film Shree 420 e che sarebbe stato un altro elemento ricorrente in alcuni film di Raj Kapoor.